# کلارا زتکین

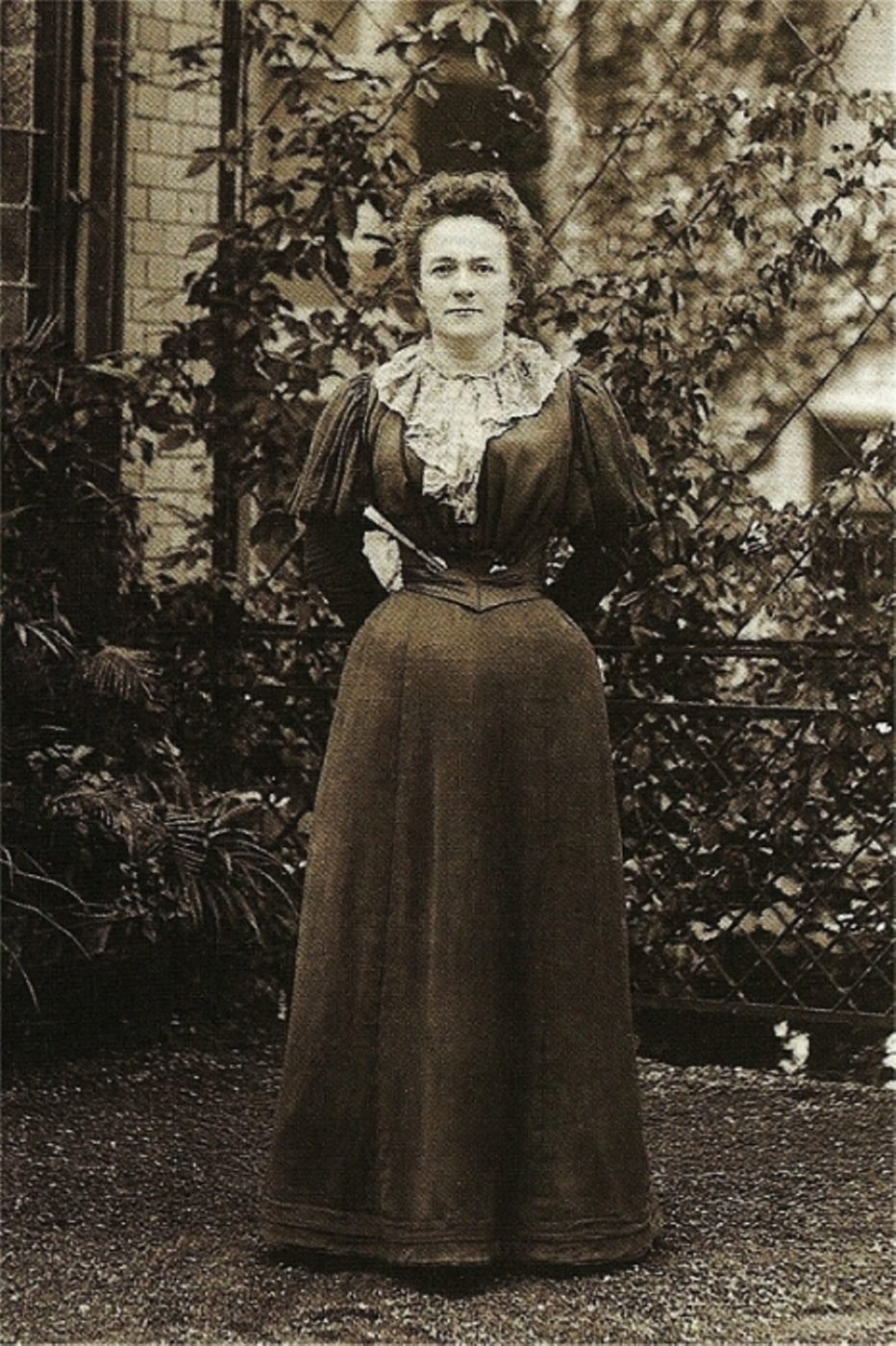
کلارا زتکین در زوریخ، ۱۸۹۷

کلارا زتکین (آلمانی: Clara Zetkin؛ ۵ ژوئیه ۱۸۵۷ – ۲۰ ژوئن ۱۹۳۳) نظریه‌پرداز مارکسیست، کنشگر کمونیست و مدافع حقوق زنان اهل آلمان بود. از رهبران جنبش بین‌المللی زنان بود. زتکین از اعضای هیئت رئیسهٔ حزب سوسیال دموکرات آلمان بود. او از رفقای قدیمی رزا لوکزامبورگ بود و در تشکیل فراکسیون اسپارتاکیست‌ها و حزب کمونیست آلمان ۱۹۱۸، کمک‌های بسیاری به او کرد. زتکین از حکومت شوروی پشتیبانی می‌کرد.
کلارا زتکین مسئله زنان را با دیدگاه فمینیسم مارکسیستی نگریسته و مانند فردریش انگلس و آگوست ببل رهایی زنان را در مشارکت زنان در امر تولید، و در گرو سرنگونی نظام سرمایه‌داری عنوان می‌کند.

## نگارخانه

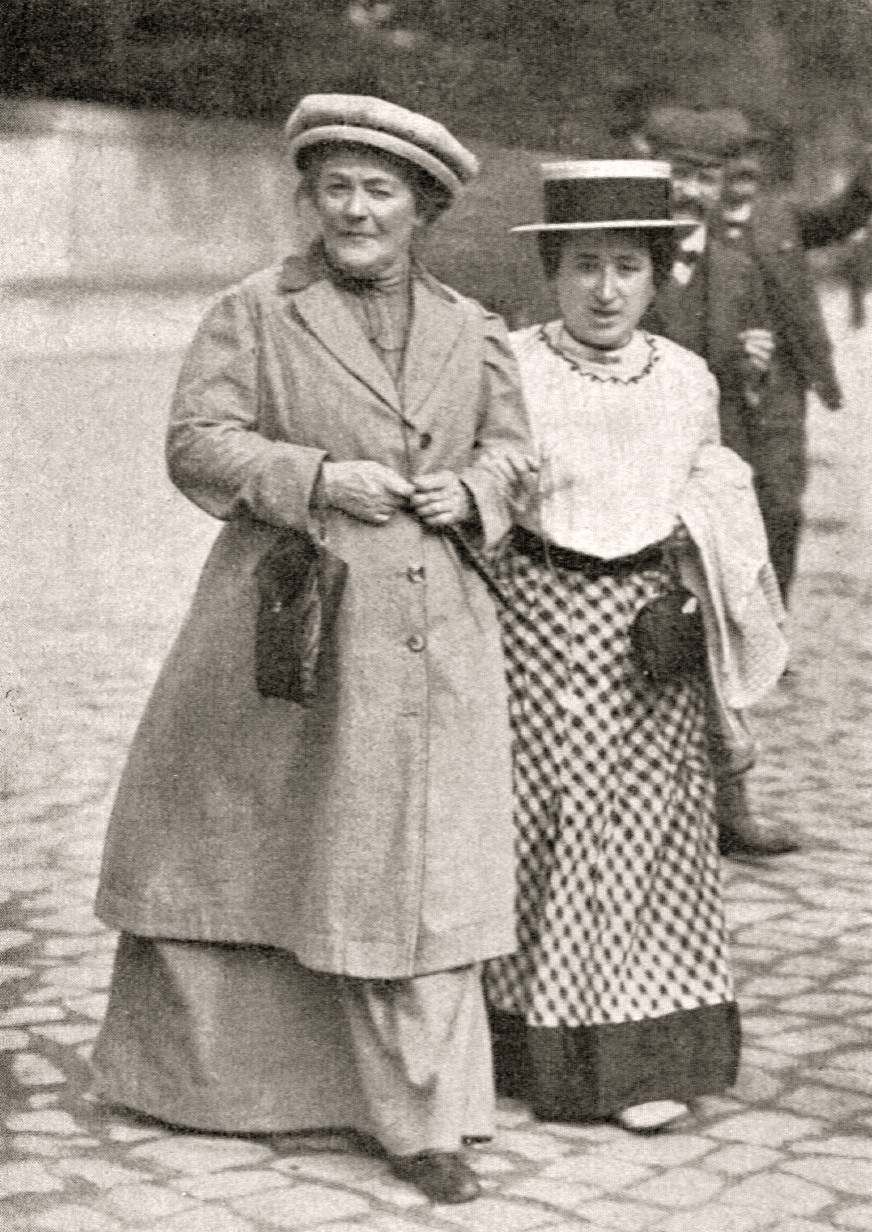
کلارا زتکین (سمت چپ) و رزا لوکزامبورگ در سال ۱۹۱۰
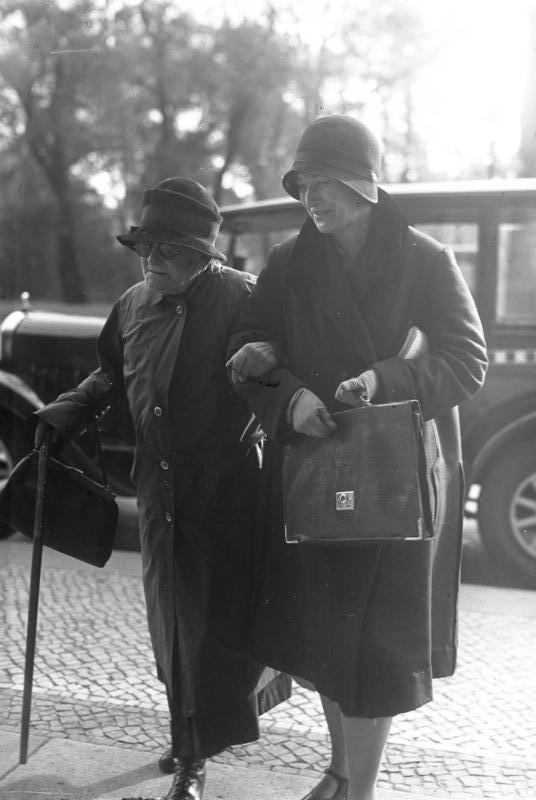
کلارا زتکین (سمت چپ) در سال ۱۹۳۰
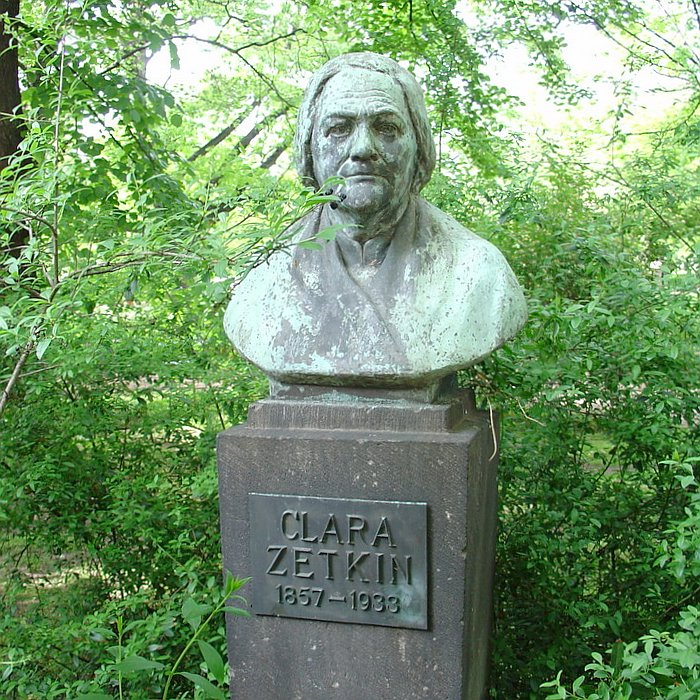
نیم‌تنه یادبود کلارا زتکین در درسدن